# Vrede van Schönbrunn
De Vrede van Schönbrunn, ook wel het Verdrag van Schönbrunn genoemd, was een vredesverdrag dat in 1809 gesloten werd tussen het keizerrijk Oostenrijk van Frans I en het Franse keizerrijk van Napoleon. Met het verdrag eindigde de Vijfde Coalitieoorlog nadat Napoleon de Oostenrijkers had verslagen in de beslissende Slag bij Wagram (5-6 juli) en de Oostenrijkers gedwongen had tot een wapenstilstand op 10 juli.
Het verdrag werd op 14 oktober 1809 getekend in het Schönbrunn-paleis in Wenen. Frankrijk kon de vredesvoorwaarden aan het vernederde Oostenrijk dicteren. De Oostenrijkers, die na de Derde Coalitieoorlog opnieuw een pijnlijke nederlaag tegen Frankrijk hadden geleden, moesten hierbij nogmaals grote gebieden afstaan.
Na de Vrede van Schönbrunn stond Napoleon op het hoogtepunt van zijn macht. Het grootste deel van Europa was Frans, een Franse vazalstaat of een Franse bondgenoot. De vrede zou blijven bestaan tot het Verenigd Koninkrijk, Rusland en Zweden in 1812 een bondgenootschap tegen Frankrijk sloten om het continentaal stelsel te doorbreken. Daarop startte Napoleon een invasie van Rusland.

## Verdrag
Frankrijk kreeg Karinthië, Krain, Triëst en Dalmatië, die samen de Illyrische Provincies van Frankrijk werden. Oostenrijk verloor hiermee zijn toegang tot de zee.
Het hertogdom Warschau kreeg de Poolse bezittingen van Oostenrijk, waaronder Galicië en Krakau, en Beieren kreeg Tirol en Salzburg. De opstandelingen in Tirol werden door de Oostenrijkers aan hun lot overgelaten, en rebellenleider Andreas Hofer werd op 20 februari 1810 door de Fransen geëxecuteerd in Mantua (zie verder Slagen bij de Bergisel).
Oostenrijk moest ook herstellingen aan Frankrijk betalen, zijn leger terugbrengen tot een sterkte van 150.000 man, toetreden tot het Continentaal Stelsel en Jozef Bonaparte als koning van Spanje erkennen. Oostenrijk en Frankrijk sloten vervolgens een bondgenootschap.
Het vierde artikel van het verdrag stipuleerde dat de grootmeester van de Duitse Orde afstand deed van alle bezittingen van de Orde binnen de Rijnbond. De commanderijen van de Duitse Orde droeg men over aan de bestaande Duitse vorstendommen.

## Aanslag op Napoleon
Tijdens de vredesonderhandelingen in Schönbrunn ontsnapte Napoleon op het nippertje aan een moordaanslag. Op 12 oktober kwam Napoleon met een groot gevolg het paleis uit om een infanterieparade af te nemen. Een 18-jarige Duitser, Friedrich Staps, eiste een audiëntie met de keizer om een petitie te presenteren, maar dat werd geweigerd door de keizerlijke adjudant Jean Rapp. Kort daarna zag Rapp dat Staps de keizer van een andere kant benaderde en liet hem aanhouden. In het paleis werd Staps gefouilleerd door soldaten die in zijn jas, verborgen in de petitie, een keukenmes aantroffen. Hierop gaf Staps toe dat hij van plan was geweest de keizer te vermoorden. Napoleon vroeg aan Staps of hij hem zou bedanken als hij hem genade zou schenken, waarop Staps antwoordde: "Ik zal u daarom niet minder doden".
Napoleon verliet Wenen op 16 oktober en een dag later werd Staps gefusilleerd. Op het schavot zou hij hebben geroepen: "Leve de vrijheid! Leve Duitsland!".
Staps werd in Duitsland al snel gezien als een martelaar van het opkomende nationalisme. Christian Friedrich Hebbel schreef een gedicht over hem, Walter von Molo een toneelstuk.